# Repel
Repel település Franciaországban, Vosges megyében. Lakosainak száma 82 fő (2022. január 1.). Repel Aboncourt, Chef-Haut, Oëlleville, Saint-Prancher és Totainville községekkel határos.

## Népesség
A település népessége az elmúlt években az alábbi módon változott:
| Lakosok száma | 83   | 88   | 86   | 84   | 82   | 81   | 81   | 80   | 82   |
|               | 2013 | 2015 | 2016 | 2017 | 2018 | 2019 | 2020 | 2021 | 2022 |